# لورالی بل
لورالی کریستن بل (انگلیسی: Lauralee Kristen Bell؛ زادهٔ ۲۲ دسامبر ۱۹۶۸) بازیگر اهل ایالات متحده آمریکا است.
او بیشتر برای ایفای نقش در سریال‌های تلویزیونی جوان و بی‌قرار و جسور و زیبا شناخته می‌شود.
از دیگر فیلم‌ها یا برنامه‌های تلویزیونی که وی در آن نقش داشته است می‌توان به کسل، واکر، رنجر تگزاس، سی‌اس‌آی: میامی، افشای مرگبار (۲۰۱۷)، خانم شکارچی (۲۰۱۸) و یاقوت و مروارید در غبار ساخته وی سی اندروز اشاره کرد.
وی خواهر بردلی بل است.